# Aleksander Sokolik

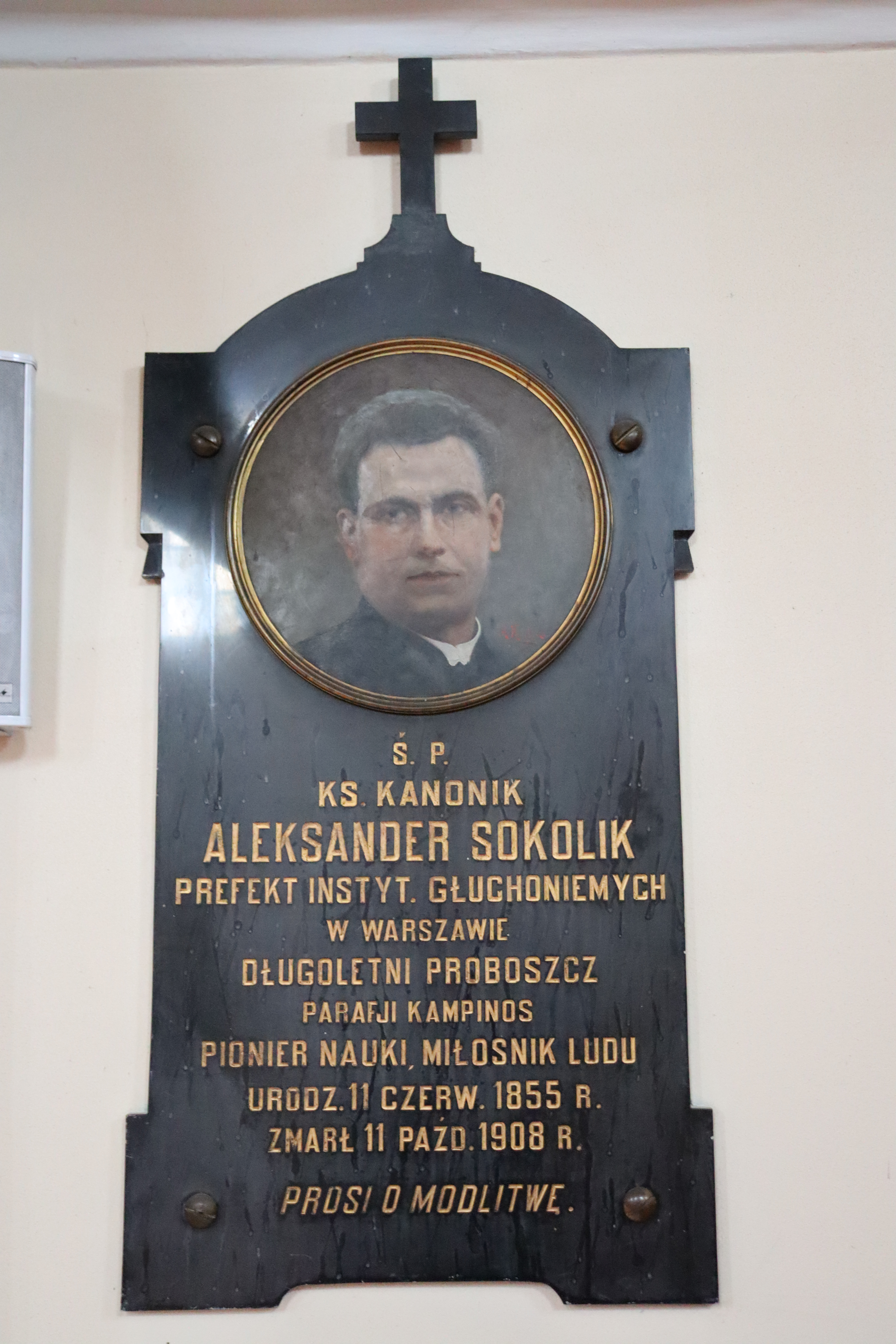
Epitafium ks. Aleksandra Sokolika w kościele w Kampinosie.

Aleksander Sokolik (ur. 11 czerwca 1855 w Wysokich, zm. 11 października 1908) – polski duchowny katolicki, kanonik, pracownik Instytutu dla Głuchoniemych w Warszawie, proboszcz parafii w Kampinosie w latach 1894 – 1908, autor książek o tematyce religijnej oraz dotyczących hodowli pszczół.

## Życiorys
Urodził się w 1855 r. w Wysokich w guberni łomżyńskiej jako syn Grzegorza i Petronelli z Kolińskich.
Od 1879 r. pracował jako nauczyciel religii w Instytucie dla Głuchoniemych i Ociemniałych w Warszawie. W czerwcu 1894 r. został proboszczem parafii w Kampinosie, którą to funkcję pełnił aż do śmierci. Na przełomie XIX w XX w. zaczął on realizować tam plan budowy większego, neogotyckiego kościoła na miejscu dzisiaj stojącego.
Aleksander Sokolik zmarł 11 października 1908 r. i został pochowany na cmentarzu parafialnym w Kampinosie.